# Lumbricaria

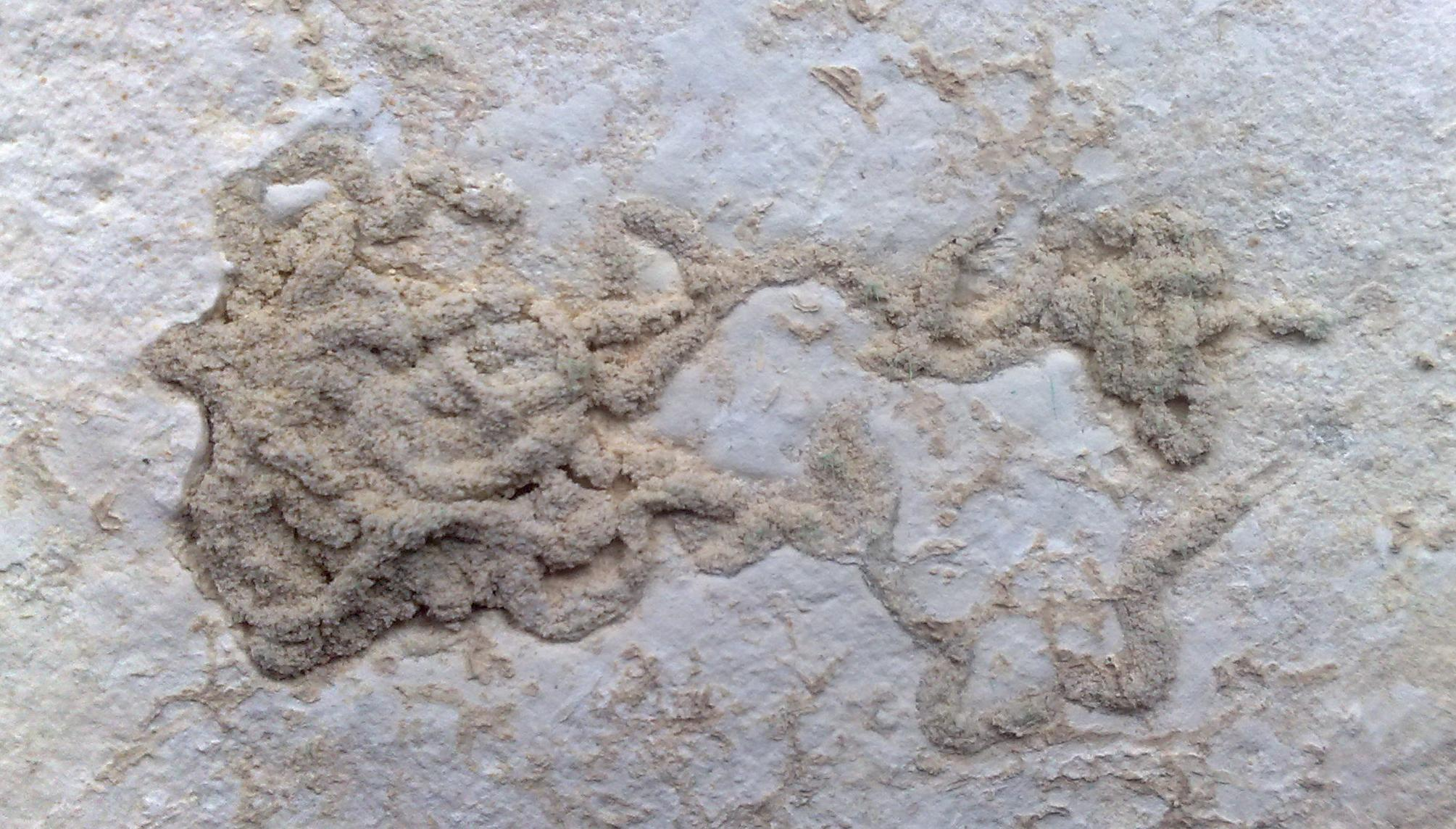
Lumbricaria aus den Plattenkalken bei Mühlheim (Mörnsheim)

Lumbricaria ist ein Spurenfossil, das als der versteinerte Kot (Koprolith) von Kopffüßern (Cephalopoda) interpretiert wird. Diese Spurengattung (Ichnogenus) kommt in den Solnhofener Plattenkalken und verschiedenen anderen, ähnlichen Plattenkalk-Vorkommen vor. In den Solnhofener Plattenkalken gehört sie zu den relativ häufigen Fossilien.

## Beschreibung
Es handelt sich um eine schnurförmige, oft in Häufchen verschlungene Struktur. Der Durchmesser der Schnüre beträgt 1–4 mm, ihre Länge variiert und erreicht im Extremfall 170 cm. Die Schnüre weisen eine raue Oberfläche auf und zeigen in unregelmäßigen Abständen Verjüngungen. Lumbricaria besteht fast ausschließlich aus den calcitischen Resten der freischwimmenden Seelilie Saccocoma.

## Interpretationen
Der Ursprung dieser Strukturen war lange Zeit umstritten, vor allem, weil die Bestimmung der organischen Bestandteile lange nicht möglich war. Im 18. Jahrhundert und Anfang des 19. Jahrhunderts wurden sie häufig für Würmer gehalten, worauf auch der Name Lumbricaria verweist (lat. lumbricus – „Regenwurm“). Schon bald wurden Zweifel an dieser Deutung geäußert – so bemerkt ein anonymer Autor im Jahr 1830, dass die Schnüre unregelmäßig gegliedert seien und nicht regelmäßig, wie es bei Würmern zu erwarten wäre. Als alternative Deutung wurde vorgeschlagen, dass es sich um die ausgestoßenen Eingeweide von Seegurken gehandelt haben könnte – diese Deutung stützt sich auf ein Fossil aus den Solnhofener Plattenkalken, das eine direkt neben einer vermeintlichen Seegurke befindliche Lumbricaria zeigt. Später zeigte sich, dass es sich bei der vermeintlichen Seegurke tatsächlich um einen Weichschwamm handelt. Eine andere, durch Agassiz (1833) populär gewordene Interpretation deutet Lumbricaria als Fischdärme. Diese Interpretation stützt sich auf die Beobachtung, dass sich bei toten Fischen, die durch in der Bauchregion angesammelte Gase an der Wasseroberfläche treiben, gelegentlich der Bauch aufplatzt, wobei die Eingeweide in die Wassersäule entlassen werden.
Die heute allgemein akzeptierte Deutung stammt von Janicke (1970) und interpretiert Lumbricaria als die Exkremente von Kopffüßern wie Ammoniten oder Tintenfischen. Janicke argumentiert, dass es sich aufgrund der enthaltenen Saccocoma-Reste um Koprolithen handeln muss. Bei den Erzeugern muss es sich ferner um freischwimmende Tiere gehandelt haben, da bodenbewohnende Tiere aus den Solnhofener Plattenkalken kaum überliefert sind. Deutungen, die Lumbricaria als Fischkot interpretieren, widerspricht dieser Autor, da diese Exkremente meist phosphatisch seien. Die Kopffüßer würden ebenso wie Lumbricaria zu den häufigen Fossilien der Solnhofener Plattenkalke gehören; außerdem würden die Exkremente der rezenten Gattung Octopus eine ähnliche Form aufweisen.

## Belege
1. 1 2 3 4  Volkmar Janicke: Lumbricaria – ein Cephalopoden-Koprolith. In: N. Jb. Geol. Paläont. Mh., Fossil-Lagerstätten. Nr. 3. Stuttgart 1970, S. 50–60.
2. 1 2 3 4  Gerd Dietl, Günter Schweigert: Im Reich der Meerengel – Der Nusplinger Plattenkalk und seine Fossilien. Verlag Dr. Friedrich Pfeil, München 2001, ISBN 3-931516-90-3, S. 134.
3. ↑  Christopher Duffin: "Records of warfare…embalmed in the everlasting hills": a History of Early Coprolite Research. In: Mercian Geologist. Band 17, Nr. 2, 2009, S. 109.